# Дискографија групе BTS
Јужнокорејски бенд BTS објавио је шест студијских албума, пет компилација, пет епова, двадесет и два сингла и два промотивна сингла. Бенд је основан 2013. године, а прве песме објавили су 13. јуна 2013. године кроз сингл албум 2 Cool 4 Skool, а наредни пројекат, односно компилацијски албум O!RUL8,2? објавили су 11. септембра 2013. године. Током фебруара 2014. године објавили су ЕП Skool Luv Affair, који се нашао на графиконима Billboard World Albums и Japan's Oricon Albums. Другу верзију ЕП-а Skool Luv Affair објавили су 14. маја 2014. године.

### Албуми
Први студијски албум Dark & Wild бенд је објавио 19. августа 2014. године, а албум се нашао на америчкој листи Top Heatseekers. Током децембра 2014. године објавили су албум Wake Up, њихов први на јапанском језику, а синглови No More Dream, Boy in Luv и Danger, а сви су се нашли у топ 10 листе Oricon која је познатија као Japan hot 100.
Трећи ЕП бенда под називом The Most Beautiful Moment In Life, објављен је у априлу 2015. године, а у јануару 2017. објављен је други део овог ЕПа за јужнокорејско тржиште. Први пут група се нашла на листи Билборд 200, на 171. позицији, такође и на врху листе Billboard Top Heatseekers и World Albums, где је еп остао четири недеље, највише од свих у Јужној Кореји. Први компилацијски албум бенда The Most Beautiful Moment In Life: Young Forever објављен је 2. маја 2016. године.
Током септембра 2016. године, БТС објавио је други албум за јапанско тржиште под називом Youth. Албум је продат у 44.000 примерака током првог дана од објављивања и постао је први албум групе који је био на врху листе Oricon . Крајем 2016. године, бенд је објавио други студијски албум Wings, који је дебитовао на 26. позицији америчке листе Билборд 200. чинећи га најбоље рангираним корејским албумом на америчкој листи у то доба. Поновно издати албум You Never Walk Alone, бенд је објавио 13. фебруара 2017. године.
Пети ЕП бенда Love Yourself: Her објављен је у септембру 2017. године и нашао се на седмој позицији америчке листе Билборд 200 и проглашен је најквалитетнијим поп корејским албумом са највећом недељном продајом икада, од свих других корејских музичких албума.
Трећи студијски албум за јапанско тржиште под називом Face Yourself, објављен је у априлу 2018. године. Дебитовао је 43. позицији листе Билборд 200 и постао трећи најбоље рангирани корејски албум у историји графикона. Месец дана касније, Love Yourself: He постао је први јапански албум који је одликован од стране Америчког удружења дискографских кућа са платинумским сертификатом. Трећи корејски студијски албум Love Yourself: Tear бенд је објавио 18. маја 2018. године и он је дебитовао на првом месту америчке листе Билборд 200 и постао први корејски поп албум који се нашао на врху листе албума Сједињених Држава.

### Синглови
Први сингл бенда БТС No More Dream објављен је 13. јуна 2014. године и и продат је у 50.000 примерака. Током 2014. године бенд је објавио четири сингла — Boy in Luv, Just One Day, Danger и War of Hormone. Сви су били добро котирани на листама, при чему је сингл Boy in Luv био најуспешнији и продат је 200.000 примерака.
Сингл I Need U објављен је у априлу 2015. године и нашао се међу пет најбољих на листи Gaon Digital Chart и на 4. позицији листе Billboard World Digital Songs. Група је током 2015. године објавила два сингла Dope и Run коју се нашао међу десет најбољих у Јужној Кореји. Четврти сингл за јапанско тржиште бенда БТС под називом For You, објављен је 17. јуна 2015. године и доспео је на прво месту листе Oricon. Јапанска верзија песме I Need U објављена је у децембру 2015. године и дебитовала је на првом месту листе Oricon. Наредни сингл за јапанско тржиште под називом Run објављен је 15. марта 2016. године.
Крајем 2016. године, бенд је објавио сингл Blood Sweat & Tears који је продат у више од 1,5 милиона примерака у Јужној Кореки и нашао се на првом месту листе Billboard World Digital Songs. Јапанска верзија сингла издата је у мају 2017. године и постала је први сингл који је добио платинумски сертификат од стране Јапанског удружења дискографских кућа. Године 2017. бенд је објавио три сингла — Spring Day, Not Today и DNA. Сви синглови доспели су међу десет најбољих у Јужној Кореји, као и на листу World Digital Songs, а сингл DNA нашао се на 68. позицији америрчке листе Билборд хот 100. Током новенбра 2017. годике објављен је ремикс сингла MIC Drop, од стране америчког диск-џокеја Стива Аокија и репера Десинџера, а песма се нашла на 40. позицији листе Билборд хот 100 и додељен јој је златни сертификат од стране Америчког удружења дискографских кућа.
Јапанске верзије песама DNA и Crystal Snow објављене су у децембрз 2017. године и продате у више од 500.000 примерака током првог месеца од објављивања.
Синглови Fake Love и Idol објављени су 2018. године и били су на листама у Јужној Кореји и Сједињеним Државама, Fake Love добила је златни сертификат од стране Америчког удружења дискографских кућа.

## Албуми

### Студијски албуми
| Dark & Wild                                                                                                   | - Датум објављивања: 19. август 2014. - Издавачка кућа: Big Hit Entertainment - Формат: ЦД, дигитално преузимање, стриминг               | 2 | —  | —  | 30 | —   | —  | —  | —  | —  | 3 | - КОР: 257,373                                                |                               |
| Wings | - Датум објављивања: 10. октобар 2016. - Издавачка кућа: Big Hit Entertainment - Формат: ЦД, дигитално преузимање, стриминг              | 1 | 72 | 19 | 7  | 68  | 24 | 56 | 62 | 26 | 1 | - КОР: 946,088 - КИН: 156,693 - JPN: 72,512 - САД: 13,000     |                               |
| Love Yourself: Tear                                                                                           | - Датум објављивања: 18. мај 2018. - Издавачка кућа: Big Hit Entertainment - Формат: ЦД, дигитално преузимање, стриминг                  | 1 | 6  | 2  | 3  | 6   | 5  | 6  | 8  | 1  | 1 | - КОР: 1,824,672 - КАН: 264,658 - ЈАП: 192,217 - САД: 132,000 | - KMCA: Милион - RIAJ: Златно |
| Japanese | |   |    |    |    |     |    |    |    |    |   |                                                               |                               |
| Wake Up | - Датум објављивања: 24. децембар 2014. - Издавачка кућа: Pony Canyon - Формат: ЦД, дигитално преузимање, стриминг, ЦД+DVD               | — | —  | —  | 3  | —   | —  | —  | —  | —  | — | - JPN: 28,000                                                 |                               |
| Youth | - Датум објављивања: 7. септембар 2016. - Издавачка кућа: Pony Canyon - Формат: ЦД, дигитално преузимање, стриминг, ЦД+DVD               | — | —  | —  | 1  | —   | —  | —  | —  | —  | — | - ЈАП: 94,293                                                 | - RIAJ: Златно                |
| Face Yourself                                                                                                 | - Датум објављивања: 4. април 2018. - Издавачка кућа: Universal Music Japan - Формат: ЦД, дигитално преузимање, стриминг, ЦД+DVD, блуреј | — | 94 | 40 | 1  | 116 | —  | —  | 78 | 43 | 1 | - ЈАП: 329,252 - САД: 4,000                                   | - RIAJ: Платина               |
| "—" означава издање које или није дебитовало на тој топ-листи или није дебитовало у/на тој држави/територији. | |   |    |    |    |     |    |    |    |    |   |                                                               |                               |

### Сингл албуми
| Назив | Детаљи | Позиција | Позиција | Број проданих примерака                 | Сертификат              |
| Назив | Детаљи | КОР      | ЈАП      | Број проданих примерака                 | Сертификат              |
| Korean | Korean | Korean   | Korean   | Korean                                  | Korean                  |
| --- | --- | -------- | -------- | --------------------------------------- | ----------------------- |
| 2 Cool 4 Skool                                                                                                | - Датум објављивања: 12. јун 2013. - Издавачка кућа: Big Hit Entertainment - Формат: ЦД, дигитално преузимање, стриминг             | 5        | —        | - КОР: 150,748                          |                         |
| Japanese | |          |          |                                         |                         |
| MIC Drop/DNA/Crystal Snow                                                                                     | - Датум објављивања: 6. децембар 2017. - Издавачка кућа: Universal Music Japan - Формат: ЦД, дигитално преузимање, стриминг, блуреј | —        | 1        | - ЈАП: 500,000+                         | - RIAJ: 2× Платина      |
| Fake Love/Airplane Pt. 2                                                                                      | - Release date: November 7, 2018 - Издавачка кућа: Universal Music Japan - Формат: ЦД, дигитално преузимање, стриминг, ЦД+DVD       | —        | 1        | - ЈАП: 465,634 - JPN (Билборд): 526,274 | Треба да буде објављено |
| "—" означава издање које или није дебитовало на тој топ-листи или није дебитовало у/на тој држави/територији. | |          |          |                                         |                         |

### Поново издати албуми
| Назив | Детаљи | Позиција | Позиција | Позиција | Позиција | Позиција | Позиција  | Број проданих примерака       |
| Назив | Детаљи | КОР      | КАН      | ЈАП      | НЗ Heat. | САД      | САД World | Број проданих примерака       |
| --- | --- | -------- | -------- | -------- | -------- | -------- | --------- | ----------------------------- |
| Skool Luv Affair Special Addition                                                                             | - Датум објављивања: 14. мај 2014. - Издавачка кућа: Big Hit Entertainment - Формат: ЦД, дигитално преузимање, стриминг | 1        | —        | —        | —        | —        | —         | - КОР: 14,852                 |
| You Never Walk Alone                                                                                          | - Датум објављивања: 13. фебруар 2017. - Labels: Big Hit Entertainment - Формат: ЦД, дигитално преузимање, стриминг     | 1        | 35       | 7        | 3        | 61       | 1         | - КОР: 860,912 - КИН: 284,837 |
| "—" означава издање које или није дебитовало на тој топ-листи или није дебитовало у/на тој држави/територији. | |          |          |          |          |          |           |                               |

### Компилацијски албуми
| The Most Beautiful Moment In Life: Young Forever                                                              | - Датум објављивања: 2. мај 2016. - Издавачка кућа: Big Hit Entertainment - Формат: ЦД, дигитално преузимање, стриминг     | 1 | — | 99 | 7  | —  | 1 | —  | 107 | 10 | 2 | - КОР: 562,680 - САД: 6,000 - JPN: 13,511+                    |                                                 |
| The Best of Bangtan Sonyeondan -Korea Edition-                                                                | - Датум објављивања: 6. јануар 2017. - Издавачка кућа: Pony Canyon - Формат: ЦД, ЦД+DVD, стриминг                          | — | — | —  | 5  | —  | — | —  | —   | —  | — | - ЈАП: 62,840                                                 |                                                 |
| Love Yourself: Answer                                                                                         | - Датум објављивања: 24. август 2018. - Издавачка кућа: Big Hit Entertainment - Формат: ЦД, дигитално преузимање, стриминг | 1 | 9 | 1  | 1  | 11 | — | 14 | 1   | —  | 1 | - КОР: 2,033,475 - КИН: 215,609 - ЈАП: 225,323 - САД: 500,000 | - KMCA: 2× Милион - RIAJ: Златно - RIAA: Златно |
| Јапан | |   |   |    |    |    |   |    |     |    |   |                                                               |                                                 |
| 2Cool 4Skool / O!RUL8,2?                                                                                      | - Датум објављивања: 23. април 2014. - Издавачка кућа: Pony Canyon - Формат: ЦД+DVD                                        | — | — | —  | 58 | —  | — | —  | —   | —  | — |                                                               |                                                 |
| The Best of Bodan Shonendan -Japan Edition-                                                                   | - Датум објављивања: 6. јануар 2017. - Издавачка кућа: Pony Canyon - Формат: ЦД+DVD, ЦД, стриминг                          | — | — | —  | 6  | —  | — | —  | —   | —  | — | - ЈАП: 36,634                                                 |                                                 |
| "—" означава издање које или није дебитовало на тој топ-листи или није дебитовало у/на тој држави/територији. | |   |   |    |    |    |   |    |     |    |   |                                                               |                                                 |

## Епови
| O!RUL8,2? | - Датум објављивања: 11. септембар 2017. - Издавачка кућа: Big Hit Entertainment - Формат: ЦД, дигитал, стриминг  | 4 | — | —  | —  | — | —  | —   | — | —  | — | - КОР: 167,040                                                |
| Skool Luv Affair                                                                                              | - Датум објављивања: 12. фебруар 2014. - Издавачка кућа: Big Hit Entertainment - Формат: ЦД, дигиталн, стриминг   | 1 | — | 32 | —  | — | —  | —   | — | —  | 3 | - КОР: 263,801                                                |
| The Most Beautiful Moment in Life, Part 1                                                                     | - Датум објављивања: 29. април 2015. - Издавачка кућа: Big Hit Entertainment - Формат: ЦД, дигиталн, стриминг     | 1 | — | 17 | —  | — | —  | —   | 6 | 20 | 2 | - КОР: 421,572 - ЈАП: 12,061+ - САД: 2,000+                   |
| The Most Beautiful Moment in Life, Part 2                                                                     | - Датум објављивања: 30. новембар 2015. - Издавачка кућа: Big Hit Entertainment - Формат: ЦД, дигиталн, стриминг  | 1 | — | 15 | —  | — | —  | 171 | 1 | 9  | 1 | - КОР: 507,128 - ЈАП: 16,358+ - САД: 5,000+                   |
| Love Yourself: Her                                                                                            | - Датум објављивања: 18. септембар 2015. - Издавачка кућа: Big Hit Entertainment - Формат: ЦД, дигиталн, стриминг | 1 | 8 | 1  | 19 | 9 | 14 | 7   | — | 3  | 1 | - КОР: 1,791,211 - КАН: 281,254+ - ЈАП: 87,362+ - САД: 96,000 |
| "—" означава издање које или није дебитовало на тој топ-листи или није дебитовало у/на тој држави/територији. | |   |   |    |    |   |    |     |   |    |   |                                                               |

## Као главни извођач
| "No More Dream"                                                                                               | 2013 | 124 | —   | —  | —   | —  | —   | Н/Д | —       | —  | 14 | - КОР: 49,068                   |                    | 2 Cool 4 Skool                                   |
| "We Are Bulletproof Pt. 2"                                                                                    | 2013 | —   | —   | —  | —   | —  | —   | Н/Д | —       | —  | —  | Н/Д                             |                    | 2 Cool 4 Skool                                   |
| "N.O" | 2013 | 92  | —   | —  | —   | —  | —   | Н/Д | —       | —  | —  | - КОР: 42,952                   |                    | O!RUL8,2?                                        |
| "Boy in Luv" (상남자)                                                                                         | 2014 | 45  | —   | —  | —   | —  | —   | Н/Д | —       | —  | 5  | - КОР: 204,742                  |                    | Skool Luv Affair                                 |
| "Just One Day" (하루만)                                                                                       | 2014 | 149 | —   | —  | —   | —  | —   | Н/Д | —       | —  | 25 | - КОР: 34,803                   |                    | Skool Luv Affair                                 |
| "Danger" | 2014 | 58  | —   | —  | —   | —  | —   | Н/Д | —       | —  | 7  | - КОР: 56,577                   |                    | Dark & Wild                                      |
| "War of Hormone" (호르몬전쟁)                                                                                 | 2014 | 173 | Н/Д | —  | —   | —  | —   | Н/Д | —       | —  | 11 | - КОР: 37,393                   |                    | Dark & Wild                                      |
| "I Need U" | 2015 | 5   | Н/Д | —  | —   | —  | —   | Н/Д | —       | —  | 4  | - КОР: 824,508 - US: 82,000     |                    | The Most Beautiful Moment in Life, Part 1        |
| "Dope" (쩔어)                                                                                                 | 2015 | 44  | Н/Д | —  | —   | —  | —   | Н/Д | —       | —  | 3  | - КОР: 360,349                  |                    | The Most Beautiful Moment in Life, Part 1        |
| "Run" | 2015 | 8   | Н/Д | —  | —   | —  | —   | Н/Д | —       | —  | 3  | - КОР: 609,082                  |                    | The Most Beautiful Moment in Life, Part 2        |
| "Epilogue: Young Forever"                                                                                     | 2016 | 29  | Н/Д | —  | —   | —  | —   | Н/Д | —       | —  | 3  | - КОР: 103,724                  |                    | The Most Beautiful Moment In Life: Young Forever |
| "Fire" (불타오르네)                                                                                           | 2016 | 7   | Н/Д | —  | —   | 11 | —   | Н/Д | 30      | —  | 1  | - КОР: 856,373 - САД: 78,000    |                    | The Most Beautiful Moment In Life: Young Forever |
| "Save Me" | 2016 | 19  | Н/Д | —  | —   | 23 | —   | Н/Д | —       | —  | 2  | - КОР: 228,170 - САД: 72,000    |                    | The Most Beautiful Moment In Life: Young Forever |
| "Blood Sweat & Tears" (피 땀 눈물)                                                                            | 2016 | 1   | 77  | —  | 86  | 22 | 167 | Н/Д | 18      | —  | 1  | - КОР: 1,575,357                |                    | Wings                                            |
| "Spring Day" (봄날)                                                                                           | 2017 | 1   | 28  | —  | 100 | 6  | 94  | Н/Д | 38      | —  | 1  | - КОР: 2,500,000+ - САД: 14,000 |                    | You Never Walk Alone                             |
| "Not Today"                                                                                                   | 2017 | 6   | —   | —  | 77  | 7  | 100 | Н/Д | 23      | —  | 1  | - КОР: 245,405 - САД: 12,000    |                    | You Never Walk Alone                             |
| "DNA" | 2017 | 2   | 1   | 99 | 47  | 10 | 76  | Н/Д | 5       | 67 | 1  | - КОР: 869,080 - САД: 14,000    | - RIAA: Златно     | Love Yourself: Her                               |
| "Fake Love"                                                                                                   | 2018 | 1   | 1   | 36 | 22  | —  | 21  | Н/Д | 5       | 10 | 1  | - САД: 34,000                   | - RIAA: Златно     | Love Yourself: Tear                              |
| "Idol" (Ники Минаж и БТС)                                                                                     | 2018 | 1   | 1   | 35 | 5   | —  | —   | Н/Д | 11      | 11 | 1  |                                 | - RIAA: Златно     | Love Yourself: Answer                            |
| Енглеска |      |     |     |    |     |    |     |     |         |    |    |                                 |                    |                                                  |
| "MIC Drop" (Steve Aoki ремикс) (Desiigner и БТС)                                                              | 2017 | 23  | 63  | 50 | 37  | —  | 33  | Н/Д | —       | 28 | 1  | - КОР: 80,550 - САД: 132,000    | - RIAA: Платина    | Love Yourself: Answer                            |
| Japanese |      |     |     |    |     |    |     |     |         |    |    |                                 |                    |                                                  |
| "No More Dream"                                                                                               | 2014 | —   | Н/Д | —  | —   | —  | —   | 8   | 6       | —  | —  | - JPN: 34,748                   |                    | Wake Up                                          |
| "Boy in Luv"                                                                                                  | 2014 | —   | Н/Д | —  | —   | —  | —   | 4   | 4       | —  | —  | - JPN: 44,302                   |                    | Wake Up                                          |
| "Danger" | 2014 | —   | Н/Д | —  | —   | —  | —   | 5   | —       | —  | —  | - JPN: 50,261                   |                    | Wake Up                                          |
| "For You" | 2015 | —   | Н/Д | —  | —   | —  | —   | 1   | 1       | —  | —  | - ЈАП: 75,151                   | - RIAJ: Златно     | Youth                                            |
| "I Need U" | 2015 | —   | Н/Д | —  | —   | —  | —   | 3   | 4       | —  | —  | - ЈАП: 105,235                  | - RIAJ: Златно     | Youth                                            |
| "Run" | 2016 | —   | Н/Д | —  | —   | —  | —   | 2   | 2       | —  | —  | - ЈАП: 133,469                  | - RIAJ: Златно     | Youth                                            |
| "Chi, Ase, Namida" (血、汗、涙)                                                                               | 2017 | —   | Н/Д | —  | —   | —  | —   | 1   | 1       | —  | —  | - ЈАП: 332,802                  | - RIAJ: Платина    | Face Yourself                                    |
| "Mic Drop" | 2017 | —   | —   | —  | —   | —  | —   | 1   | 1 10 19 | —  | —  | Н/Д                             | - RIAJ: 2× Платина | Face Yourself                                    |
| "Fake Love/Airplane Pt. 2"                                                                                    | 2018 | —   | —   | —  | —   | —  | —   | 1   | 1 25    | —  | —  | Н/Д                             |                    | Треба да буде објављено                          |
| "—" означава издање које или није дебитовало на тој топ-листи или није дебитовало у/на тој држави/територији. |      |     |     |    |     |    |     |     |         |    |    |                                 |                    |                                                  |

### Као гостујући музичари
| Назив                               | Година | Позиција | Позиција | Позиција | Позиција | Позиција | Позиција | Позиција | Број проданих примерака | Албум           |
| Назив                               | Година | КОР      | АУС      | КАН      | НЕМ      | ШКО      | УК       | САД      | Број проданих примерака | Албум           |
| ----------------------------------- | ------ | -------- | -------- | -------- | -------- | -------- | -------- | -------- | ----------------------- | --------------- |
| "Love U, Hate U" (2AM и БТС)        | 2010   | 86       | —        | —        | —        | —        | —        | —        | Нема информација        | Saint o'Clock   |
| "Waste It on Me" (Steve Aoki и БТС) | 2018   | 80       | 61       | 64       | 98       | 28       | 57       | 89       | - САД: 27,000           | Neon Future III |

## Промотивни сингови
| Назив            | Година | Позиција | Број проданих примерака | Албум                    |
| Назив            | Година | КОР      | Број проданих примерака | Албум                    |
| ---------------- | ------ | -------- | ----------------------- | ------------------------ |
| "Come Back Home" | 2017   | 21       | - КОР: 52,128           | Seo Taiji 25 Project     |
| "With Seoul"     | 2017   | —        | Нема информација        | Није ни на једном албуму |

## Остале успешне песме
| Назив | Година | Позиција | Позиција    | Позиција | Позиција | Позиција | Позиција    | Позиција | Позиција | Позиција | Позиција  | Број проданих примерака    | Албум                                            |
| Назив | Година | КОР      | КОР         | АУС      | КАН      | ФИН      | ЈАП Hot 100 | НЗ       | НЗ       | САД      | САД World | Број проданих примерака    | Албум                                            |
| Назив | Година | Gaon     | КОР Hot 100 | АУС      | КАН      | ФИН      | ЈАП Hot 100 | НЗ Heat. | НЗ Hot   | САД      | САД World | Број проданих примерака    | Албум                                            |
| --- | ------ | -------- | ----------- | -------- | -------- | -------- | ----------- | -------- | -------- | -------- | --------- | -------------------------- | ------------------------------------------------ |
| "좋아요 (I Like It)"                                                                                          | 2013   | —        | —           | —        | —        | —        | —           | —        | —        | —        | —         | - КОР: 10,700              | 2 Cool 4 Skool                                   |
| "팔도강산 (Satoori Rap)"                                                                                      | 2013   | 303      | —           | —        | —        | —        | —           | —        | —        | —        | —         | - КОР: 4,326               | O!RUL8,2?                                        |
| "Attack on Bangtan" (진격의 방탄)                                                                             | 2013   | 353      | —           | —        | —        | —        | —           | —        | —        | —        | —         | - КОР: 3,769               | O!RUL8,2?                                        |
| "We On" | 2013   | 368      | —           | —        | —        | —        | —           | —        | —        | —        | —         | - КОР: 3,590               | O!RUL8,2?                                        |
| "If I Ruled the World"                                                                                        | 2013   | 373      | —           | —        | —        | —        | —           | —        | —        | —        | —         | - КОР: 3,478               | O!RUL8,2?                                        |
| " 어디에서 왔는지 (Where You From)"                                                                           | 2014   | 156      | —           | —        | —        | —        | —           | —        | —        | —        | —         | - КОР: 11,950              | Skool Luv Affair                                 |
| "Tomorrow" | 2014   | 180      | —           | —        | —        | —        | —           | —        | —        | —        | 24        | - КОР: 6,808               | Skool Luv Affair                                 |
| "Jump" | 2014   | 190      | —           | —        | —        | —        | —           | —        | —        | —        | —         | - КОР: 6,320               | Skool Luv Affair                                 |
| "등골브레이커 (Spine Breaker)"                                                                                | 2014   | 201      | —           | —        | —        | —        | —           | —        | —        | —        | —         | - КОР: 6,027               | Skool Luv Affair                                 |
| "BTS Cypher Pt. 2: Triptych"                                                                                  | 2014   | 208      | —           | —        | —        | —        | —           | —        | —        | —        | —         | - КОР: 5,606               | Skool Luv Affair                                 |
| "Outro: Propose"                                                                                              | 2014   | 231      | —           | —        | —        | —        | —           | —        | –        | —        | —         | - КОР: 4,977               | Skool Luv Affair                                 |
| "Intro: Skool Luv Affair"                                                                                     | 2014   | 246      | —           | —        | —        | —        | —           | —        | —        | —        | —         | - КОР: 4,595               | Skool Luv Affair                                 |
| "Skit: Soulmate"                                                                                              | 2014   | 312      | —           | —        | —        | —        | —           | —        | —        | —        | —         | - КОР: 3,848               | Skool Luv Affair                                 |
| "Miss Right"                                                                                                  | 2014   | 43       | —           | —        | —        | —        | —           | —        | —        | —        | —         | - КОР: 67,954              | Skool Luv Affair Special Addition                |
| "좋아요 (Slow Jam Remix)"                                                                                     | 2014   | 232      | —           | —        | —        | —        | —           | —        | —        | —        | —         | - КОР: 7,080               | Skool Luv Affair Special Addition                |
| "Rain" | 2014   | 162      | —           | —        | —        | —        | —           | —        | —        | —        | —         | - КОР: 12,220              | Dark & Wild                                      |
| "이불킥 (Blanket Kick)"                                                                                       | 2014   | 163      | —           | —        | —        | —        | —           | —        | —        | —        | —         | - КОР: 12,164              | Dark & Wild                                      |
| "Let Me Know"                                                                                                 | 2014   | 175      | —           | —        | —        | —        | —           | —        | —        | —        | —         | - КОР: 10,338              | Dark & Wild                                      |
| "24/7=Heaven"                                                                                                 | 2014   | 175      | —           | —        | —        | —        | —           | —        | —        | —        | —         | - КОР: 10,505              | Dark & Wild                                      |
| "여기 봐 (Look Here)"                                                                                         | 2014   | 178      | —           | —        | —        | —        | —           | —        | —        | —        | —         | - КОР: 10,370              | Dark & Wild                                      |
| "핸드폰 좀 꺼줄래 (Would You Turn Off Your Cellphone?)"                                                       | 2014   | 182      | —           | —        | —        | —        | —           | —        | —        | —        | —         | - КОР: 10,158              | Dark & Wild                                      |
| "2학년 (2nd Grade)"                                                                                           | 2014   | 192      | —           | —        | —        | —        | —           | —        | —        | —        | —         | - КОР: 9,350               | Dark & Wild                                      |
| "힙합성애자 (Hip Hop Lover)"                                                                                  | 2014   | 196      | —           | —        | —        | —        | —           | —        | —        | —        | —         | - КОР: 9,102               | Dark & Wild                                      |
| "BTS Cypher Pt. 3: Killer" (Supreme Boi и БТС)                                                                | 2014   | 199      | —           | —        | —        | —        | —           | —        | —        | —        | —         | - КОР: 8,707               | Dark & Wild                                      |
| "Intro: What Am I to You"                                                                                     | 2014   | 219      | —           | —        | —        | —        | —           | —        | —        | —        | —         | - КОР: 7,785               | Dark & Wild                                      |
| "Outro: 그게 말이 돼? (Outro: Does That Make Sense?)"                                                         | 2014   | 224      | —           | —        | —        | —        | —           | —        | —        | —        | —         | - КОР: 7,754               | Dark & Wild                                      |
| "Interlude: 뭐해 (Interlude: What Are You Doing)"                                                             | 2014   | 252      | —           | —        | —        | —        | —           | —        | —        | —        | —         | - КОР: 7,376               | Dark & Wild                                      |
| "잡아줘 (Hold Me Tight)"                                                                                      | 2015   | 59       | —           | —        | —        | —        | —           | —        | —        | —        | 12        | - КОР: 50,941              | The Most Beautiful Moment in Life, Part 1        |
| "Converse High"                                                                                               | 2015   | 70       | —           | —        | —        | —        | —           | —        | —        | —        | 15        | - КОР: 42,309              | The Most Beautiful Moment in Life, Part 1        |
| "흥탄소년단 (Boyz with Fun)"                                                                                  | 2015   | 80       | —           | —        | —        | —        | —           | —        | —        | —        | 13        | - КОР: 33,096              | The Most Beautiful Moment in Life, Part 1        |
| "Outro: Love Is Not Over"                                                                                     | 2015   | 98       | —           | —        | —        | —        | —           | —        | —        | —        | 25        | - КОР: 24,796              | The Most Beautiful Moment in Life, Part 1        |
| "이사 (Moving On)"                                                                                            | 2015   | 102      | —           | —        | —        | —        | —           | —        | —        | —        | —         | - КОР: 25,996              | The Most Beautiful Moment in Life, Part 1        |
| "Intro: The Most Beautiful Moment in Life"                                                                    | 2015   | 110      | —           | —        | —        | —        | —           | —        | —        | —        | —         | - КОР: 22,056              | The Most Beautiful Moment in Life, Part 1        |
| "Skit: Expectation!"                                                                                          | 2015   | 128      | —           | —        | —        | —        | —           | —        | —        | —        | —         | - КОР: 15,095              | The Most Beautiful Moment in Life, Part 1        |
| "Butterfly"                                                                                                   | 2015   | 15       | —           | —        | —        | —        | —           | —        | —        | —        | 4         | - КОР: 115,630             | The Most Beautiful Moment in Life, Part 2        |
| "Whalien 52"                                                                                                  | 2015   | 31       | —           | —        | —        | —        | —           | —        | —        | —        | 14        | - КОР: 83,432              | The Most Beautiful Moment in Life, Part 2        |
| "고엽 (Autumn Leaves)"                                                                                        | 2015   | 35       | —           | —        | —        | —        | —           | —        | —        | —        | 10        | - КОР: 76,029              | The Most Beautiful Moment in Life, Part 2        |
| "Ma City" | 2015   | 36       | —           | —        | —        | —        | —           | —        | —        | —        | 9         | - КОР: 74,542              | The Most Beautiful Moment in Life, Part 2        |
| "뱁새 (Silver Spoon / Crow Tit)"                                                                              | 2015   | 44       | —           | —        | —        | —        | —           | —        | —        | —        | 8         | - КОР: 58,494              | The Most Beautiful Moment in Life, Part 2        |
| "Outro: House of Cards"                                                                                       | 2015   | 47       | —           | —        | —        | —        | —           | —        | —        | —        | 11        | - КОР: 52,230              | The Most Beautiful Moment in Life, Part 2        |
| "Intro: Never Mind"                                                                                           | 2015   | 50       | —           | —        | —        | —        | —           | —        | —        | —        | 19        | - КОР: 44,443              | The Most Beautiful Moment in Life, Part 2        |
| "Skit: One Night in a Strange City"                                                                           | 2015   | 74       | —           | —        | —        | —        | —           | —        | —        | —        | —         | - КОР: 32,799              | The Most Beautiful Moment in Life, Part 2        |
| "Butterfly (Prologue Mix)"                                                                                    | 2016   | 57       | —           | —        | —        | —        | —           | —        | —        | —        | —         | - КОР: 44,247              | The Most Beautiful Moment in Life: Young Forever |
| "Love Is Not Over"                                                                                            | 2016   | 60       | —           | —        | —        | —        | —           | —        | —        | —        | 10        | - КОР: 44,984              | The Most Beautiful Moment in Life: Young Forever |
| "House of Cards"                                                                                              | 2016   | 61       | —           | —        | —        | —        | —           | —        | —        | —        | 9         | - КОР: 44,225              | The Most Beautiful Moment in Life: Young Forever |
| "Run (Ballad Mix)"                                                                                            | 2016   | 68       | —           | —        | —        | —        | —           | —        | —        | —        | —         | - КОР: 38,314              | The Most Beautiful Moment in Life: Young Forever |
| "I Need U (Urban Mix)"                                                                                        | 2016   | 97       | —           | —        | —        | —        | —           | —        | —        | —        | —         | - КОР: 31,423              | The Most Beautiful Moment in Life: Young Forever |
| "I Need U (ремикс)"                                                                                           | 2016   | 122      | —           | —        | —        | —        | —           | —        | —        | —        | —         | - КОР: 25,720              | The Most Beautiful Moment in Life: Young Forever |
| "Butterfly (Alternative Mix)"                                                                                 | 2016   | 162      | —           | —        | —        | —        | —           | —        | —        | —        | —         | - КОР: 23,873              | The Most Beautiful Moment in Life: Young Forever |
| "Run (Alternative Mix)"                                                                                       | 2016   | 128      | —           | —        | —        | —        | —           | —        | —        | —        | —         | - КОР: 23,391              | The Most Beautiful Moment in Life: Young Forever |
| "Lie" (Jimin)                                                                                                 | 2016   | 19       | —           | —        | —        | —        | —           | —        | —        | —        | 3         | - КОР: 129,428             | Wings                                            |
| "Stigma" (V)                                                                                                  | 2016   | 26       | —           | —        | —        | —        | —           | —        | —        | —        | 10        | - КОР: 110,898             | Wings                                            |
| "Begin" (Jungkook соло)                                                                                       | 2016   | 27       | —           | —        | —        | —        | —           | —        | —        | —        | 5         | - КОР: 90,526              | Wings                                            |
| "Lost" | 2016   | 28       | —           | —        | —        | —        | —           | —        | —        | —        | 11        | - КОР: 126,846             | Wings                                            |
| "21세기 소녀 (21st Century Girls)"                                                                            | 2016   | 29       | —           | —        | —        | —        | —           | —        | —        | —        | 3         | - КОР: 129,884             | Wings                                            |
| "Awake" (Jin соло)                                                                                            | 2016   | 31       | —           | —        | —        | —        | —           | —        | —        | —        | 6         | - КОР: 105,382             | Wings                                            |
| "First Love" (Suga соло)                                                                                      | 2016   | 32       | —           | —        | —        | —        | —           | —        | —        | —        | 17        | - КОР: 103,240             | Wings                                            |
| "2! 3! (Still Wishing There Will Be Better Days)"                                                             | 2016   | 34       | —           | —        | —        | —        | —           | —        | —        | —        | 1         | - КОР: 116,773             | Wings                                            |
| "Am I Wrong"                                                                                                  | 2016   | 35       | —           | —        | —        | —        | —           | —        | —        | —        | 14        | - КОР: 118,474             | Wings                                            |
| "Mama" (J-Hope соло)                                                                                          | 2016   | 37       | —           | —        | —        | —        | —           | —        | —        | —        | 13        | - КОР: 97,929              | Wings                                            |
| "Reflection" (Rap Monster соло)                                                                               | 2016   | 38       | —           | —        | —        | —        | —           | —        | —        | —        | —         | - КОР: 82,068              | Wings                                            |
| "BTS Cypher 4"                                                                                                | 2016   | 39       | —           | —        | —        | —        | —           | —        | —        | —        | 7         | - КОР: 103,656             | Wings                                            |
| "Intro: Boy Meets Evil"                                                                                       | 2016   | 40       | —           | —        | —        | —        | —           | —        | —        | —        | 9         | - КОР: 69,618              | Wings                                            |
| "Interlude: Wings"                                                                                            | 2016   | 43       | —           | —        | —        | —        | —           | —        | —        | —        | 24        | - КОР: 55,318              | Wings                                            |
| "A Supplementary Story: You Never Walk Alone"                                                                 | 2017   | 15       | —           | —        | —        | 10       | —           | —        | —        | —        | 3         | - КОР: 87,532 - САД: 8,000 | You Never Walk Alone                             |
| "Outro: Wings"                                                                                                | 2017   | 19       | —           | —        | —        | 18       | —           | —        | —        | —        | 4         | - КОР: 78,261 - САД: 6,000 | You Never Walk Alone                             |
| "Best of Me"                                                                                                  | 2017   | 7        | 86          | —        | —        | —        | 73          | —        | —        | —        | 3         | - КОР: 298,321             | Love Yourself: Her                               |
| "보조개 (Dimple)"                                                                                             | 2017   | 10       | —           | —        | —        | —        | —           | —        | —        | —        | 4         | - КОР: 158,239             | Love Yourself: Her                               |
| "Pied Piper"                                                                                                  | 2017   | 13       | —           | —        | —        | —        | —           | —        | —        | —        | 8         | - КОР: 126,775             | Love Yourself: Her                               |
| "고민보다 Go (Go Go)"                                                                                         | 2017   | 14       | 2           | —        | —        | —        | 58          | —        | —        | —        | 6         | - КОР: 434,749             | Love Yourself: Her                               |
| "MIC Drop" | 2017   | 17       | —           | —        | —        | —        | —           | —        | —        | —        | 7         | - КОР: 337,136             | Love Yourself: Her                               |
| "Intro: Serendipity"                                                                                          | 2017   | 18       | —           | —        | —        | —        | —           | —        | —        | —        | 2         | - КОР: 114,128             | Love Yourself: Her                               |
| "Outro: Her"                                                                                                  | 2017   | 21       | —           | —        | —        | —        | —           | —        | —        | —        | 10        | - КОР: 104,635             | Love Yourself: Her                               |
| "Skit: Billboard Music Awards Speech"                                                                         | 2017   | 34       | —           | —        | —        | —        | —           | —        | —        | —        | —         | - КОР: 55,944              | Love Yourself: Her                               |
| "전하지 못한 진심 (The Truth Untold)" (Steve Aoki и БТС)                                                      | 2018   | 7        | 2           | 100      | —        | —        | —           | 4        | —        | —        | 2         | Нема информација           | Love Yourself: Tear                              |
| "134340" | 2018   | 25       | 4           | —        | —        | —        | —           | —        | —        | —        | 11        | Нема информација           | Love Yourself: Tear                              |
| "낙원 (Paradise)"                                                                                             | 2018   | 23       | 3           | —        | —        | —        | —           | —        | —        | —        | 8         | Нема информација           | Love Yourself: Tear                              |
| "Love Maze"                                                                                                   | 2018   | 28       | 5           | —        | —        | —        | —           | —        | —        | —        | 7         | Нема информација           | Love Yourself: Tear                              |
| "Magic Shop"                                                                                                  | 2018   | 32       | 6           | —        | —        | —        | —           | —        | —        | —        | 6         | Нема информација           | Love Yourself: Tear                              |
| "Anpanman" | 2018   | 22       | 5           | —        | —        | —        | 33          | —        | —        | —        | 3         | Нема информација           | Love Yourself: Tear                              |
| "Airplane Pt. 2"                                                                                              | 2018   | 35       | 6           | —        | —        | —        | 52          | 9        | —        | —        | 4         | Нема информација           | Love Yourself: Tear                              |
| "So What" | 2018   | 44       | 9           | —        | —        | —        | —           | —        | —        | —        | 9         | Нема информација           | Love Yourself: Tear                              |
| "Intro: Singularity"                                                                                          | 2018   | 54       | —           | —        | —        | —        | 34          | —        | —        | —        | 3         | Нема информација           | Love Yourself: Tear                              |
| "Outro: Tear"                                                                                                 | 2018   | 65       | 11          | —        | —        | —        | —           | —        | —        | —        | 10        | Нема информација           | Love Yourself: Tear                              |
| "Fake Love" (Rocking Vibe Mix)                                                                                | 2018   | 61       | —           | —        | —        | —        | —           | —        | —        | —        | —         | - КИН: 120,146             | Love Yourself: Answer                            |
| "Euphoria" | 2018   | 11       | 2           | —        | 86       | —        | 76          | —        | 9        | —        | 2         | - САД: 15,000              | Love Yourself: Answer                            |
| "I'm Fine" | 2018   | 14       | 3           | —        | 75       | —        | 36          | —        | 12       | —        | 3         | - САД: 14,000              | Love Yourself: Answer                            |
| "Answer: Love Myself"                                                                                         | 2018   | 24       | 4           | —        | —        | —        | —           | —        | —        | —        | 6         | - САД: 10,000              | Love Yourself: Answer                            |
| "Epiphany" (Jin)                                                                                              | 2018   | 30       | 5           | —        | —        | —        | —           | —        | —        | —        | 4         | - САД: 10,000              | Love Yourself: Answer                            |
| "Trivia 起: Just Dance" (J-Hope)                                                                              | 2018   | 42       | 6           | —        | —        | —        | —           | —        | —        | —        | 7         | - САД: 10,000              | Love Yourself: Answer                            |
| "Trivia 轉: Seesaw" (Suga соло)                                                                               | 2018   | 39       | 6           | —        | —        | —        | —           | —        | 15       | —        | 5         | - САД: 11,000              | Love Yourself: Answer                            |
| "Trivia 承: Love" (RM solo)                                                                                   | 2018   | 56       | 8           | —        | —        | —        | —           | —        | —        | —        | 9         | - САД: 10,000              | Love Yourself: Answer                            |
| "Serendipity"                                                                                                 | 2018   | 77       | 9           | —        | —        | —        | —           | —        | —        | —        | 8         | - САД: 10,000              | Love Yourself: Answer                            |
| "Idol" (Ники Минаж и БТС)                                                                                     | 2018   | 86       | 10          | —        | 5        | —        | 47          | —        | —        | 11       | 1         | - САД: 43,000              | Love Yourself: Answer                            |
| Јапан |        |          |             |          |          |          |             |          |          |          |           |                            |                                                  |
| "Crystal Snow"                                                                                                | 2017   | 94       | —           | —        | —        | —        | —           | —        | —        | —        | 2         | - КОР: 24,995              | Face Yourself                                    |
| "Let Go" | 2018   | —        | —           | —        | —        | —        | 40          | —        | —        | —        | 2         | Нема информација           | Face Yourself                                    |
| "Intro: Ringwanderung"                                                                                        | 2018   | —        | —           | —        | —        | —        | —           | —        | —        | —        | 4         | Нема информација           | Face Yourself                                    |
| "Outro: Crack"                                                                                                | 2018   | —        | —           | —        | —        | —        | —           | —        | —        | —        | 5         | Нема информација           | Face Yourself                                    |
| "—" означава издање које или није дебитовало на тој топ-листи или није дебитовало у/на тој држави/територији. |        |          |             |          |          |          |             |          |          |          |           |                            |                                                  |

## Саундтрек гостовања
| Назив | Година | Музичар(и)      | Позиција | Позиција    | Позиција | Позиција    | Позиција  | Број проданих примерака   | Албум                               |
| Назив | Година | Музичар(и)      | КОР      | ФРА Digital | ЈАП      | ЈАП         | САД World | Број проданих примерака   | Албум                               |
| Назив | Година | Музичар(и)      | КОР      | ФРА Digital | Oricon   | ЈАП Hot 100 | САД World | Број проданих примерака   | Албум                               |
| --- | ------ | --------------- | -------- | ----------- | -------- | ----------- | --------- | ------------------------- | ----------------------------------- |
| "It's Definitely You"                                                                                         | 2016   | V, Kim Seok-jin | 34       | —           | —        | —           | 8         | - КОР: 151,518            | Hwarang: The Poet Warrior Youth OST |
| "Don't Leave Me"                                                                                              | 2018   | All             | —        | 91          | —        | 10          | 1         | - ЈАП: 4,611 - САД: 9,000 | Signal OST (јапански римејк)        |
| "—" означава издање које или није дебитовало на тој топ-листи или није дебитовало у/на тој држави/територији. |        |                 |          |             |          |             |           |                           |                                     |

## Остале сарадње
| Назив                  | Година | Чланови      | Други музичар(и)                          | Број проданих примерака |
| ---------------------- | ------ | ------------ | ----------------------------------------- | ----------------------- |
| "Perfect Christmas"    | 2013   | RM, Jungkook | Jo Kwon, Lim Jeong Hee, Joo Hee of 8eight | КОР: 64,789+            |
| "Danger (MO-BLUE-MIX)" | 2014   | All          | Thanh Bui (North)                         | Нема информација        |